# Tricentrogyna deportaria
Tricentrogyna deportaria är en fjärilsart som beskrevs av William James Kaye 1901. Tricentrogyna deportaria ingår i släktet Tricentrogyna och familjen mätare. Inga underarter finns listade i Catalogue of Life.